# Stargate (equipa de produção)
Stargate é uma dupla de compositores e produtores musicais sediados em Los Angeles formada por Tor Erik Hermansen (nascido em 14 de outubro de 1972) e Mikkel Storleer Eriksen (nascido em 10 de dezembro de 1972). Oriundos da cidade norueguesa de Trondheim, seus trabalhos envolvem principalmente os gêneros R&B, pop e hip hop. Dentre suas colaborações mais notáveis com artistas, para os quais já produziram ou compuseram faixas, encontram-se Michael Jackson, Mariah Carey, Lionel Richie, Wiz Khalifa, Britney Spears, Beyoncé, Rihanna, Selena Gomez, Normani, Mis-Teeq, Céline Dion, Blue, Janet Jackson, Shakira, Jennifer Lopez, Sam Smith, Mary J. Blige, Ne-Yo, Katy Perry, Coldplay, Pink, Sia, Whitney Houston, Nas, Chris Brown, Khalid, Charli XCX, Anitta e Trey Songz.
A dupla começou a receber destaque a partir de 2001, com o lançamento do single "One Night Stand" pelo grupo feminino britânico Mis-Teeq, que entrou nas cinco primeiras colocações da tabela de dance da Billboard. Contudo, a ascensão deles só ocorreu de fato em 2006, quando tiveram seu primeiro single número na Hot 100, "So Sick", produzido e co-escrito pela equipe e interpretado por Ne-Yo. Desde então, já tiveram 10 músicas a alcançar o topo da Billboard Hot 100, a exemplo de "Irreplaceable" de Beyoncé, que a liderou por 10 semanas consecutivas, e "Firework" de Katy Perry. Ao longo da carreira, eles se tornaram conhecidos por seu extenso trabalho com a barbadense Rihanna, compondo e produzindo quatro singles consecutivos a lograr a primeira posição nos Estados Unidos entre 2010 e 2011.

## Formação e primeiros trabalhos
Stargate começou em 1996 como um trio de compositores em Trondheim, na Noruega, composto por Tor Erik Hermansen, Mikkel Storleer Eriksen e Hallgeir Rustan (nascido em 11 de abril de 1966). Quando se conheceram, Hermansen era um caçador de talentos da filial norueguesa da Warner Music Group, Eriksen era dono de um estúdio, e Rustan era engenheiro mecânico, antes de se envolver com a música. Uma de suas primeiras produções de sucesso foi com a cantora norueguesa de R&B Noora Noor. O álbum de estreia se Noor, Curious (1999), foi produzido no estúdio do trio em Trondheim. Ela assinou contrato com a filial norueguesa da Warner Music, que lançou "Need You", o principal êxito do álbum, em toda a Europa, aumentando o interesse da indústria musical do Reino Unido pelo trio. Enquanto estavam na Noruega, eles se aventuraram no mercado britânico, compondo principalmente canções para artistas de R&B/pop. A essa altura, passaram-se a chamar de Stargate, um nome criado especificamente para seus projetos no Reino Unido.
As primeira colaborações bem-sucedidas da equipe se deram no mercado britânico. O primeiro sucesso internacional de Stargate veio com o grupo pop britânico S Club 7, com o single "S Club Party", de 1999, alcançando a segunda posição na Austrália e a primeira na Nova Zelândia. Tal êxito foi seguido por Hear'Say, outro grupo pop britânico, cujo single "The Way to Your Love" alcançou o primeiro lugar no Reino Unido em 2001. A equipe também produziu muitos êxitos top 10 no Reino Unido para artistas como Blue, Mis-Teeq e Atomic Kitten, e trabalhou com os europeus Javine, Shola Ama, Five e Samantha Mumba.
A equipe vinha ouvindo sucessos do mercado musical americano e "tentava se adaptar". Eles remixaram canções americanas de hip hop e R&B, adicionando camadas de melodia para se adequar ao público das rádios europeias. Após seus primeiros sucessos, eles tiveram que escolher entre permanecer na Noruega ou seguir em busca de seus objetivos: "Sabíamos que para fazer os registros que realmente queríamos, tínhamos que ir para os Estados Unidos". Hermansen e Eriksen optaram por produzir discos nos Estados Unidos, enquanto Rustan preferiu continuar sendo um produtor na Noruega, porque não queria deixar sua família para trás.
Em 2001, Stargate produziu e co-escreveu faixas para o álbum de estréia autointitulado da cantora pop americana Mikaila. "So in Love With Two", uma faixa do álbum, alcançou a 25.ª posição na Billboard Hot 100, tornando-se um dos primeiros singles co-escritos da equipe que apareceram nas paradas dos Estados Unidos. Três anos depois, foi seguido por "Scandalous" de Mis-Teeq, que alcançou o 35.º lugar na Hot 100 e o 2.º no Reino Unido.
Na primavera de 2005, Eriksen e Hermansen se estabeleceram em Nova Iorque. Inicialmente, não chamaram atenção de nenhum colaborador, até que encontraram o cantor e compositor Ne-Yo em um corredor nos Sony Music Studios em Nova Iorque. Ne-Yo, que estava trabalhando em seu álbum de estréia, In My Own Words, decidiu colaborar com a equipe, ciente de que Stargate produzia discos de R&B. Depois de ouvirem a música um do outro, uma sessão de composição começou e gerou em seu segundo dia a canção "So Sick", que mais tarde liderou a Billboard Hot 100 e introduziu Stargate no mercado pop mainstream americano.

## Colaborações notáveis
Stargate e Ne-Yo colaboraram em "Unfaithful", do álbum A Girl Like Me (2006), para cantora barbadense Rihanna. No mesmo ano, Stargate novamente colaborou com Ne-Yo em "Irreplaceable", gravada pela cantora americana Beyoncé. O single liderou a Billboard Hot 100 por dez semanas consecutivas em 2006–07. Também em 2006, Stargate e Taj Jackson deram ao cantor e compositor americano Lionel Richie "I Call It Love", seu primeiro sucesso de R&B em 10 anos.
Com as contribuições para a indústria musical, Stargate emergiu como os produtores número 1 na Hot Billboard Year End Chart de 2006. No ano seguinte, Stargate recebeu um Spellemann (Grammy norueguês). A equipe recebeu três prêmios nos ASCAP Pop Music Awards de 2007, em Los Angeles, pelas músicas "So Sick", "Sexy Love" e "Unfaithful"; e dois prêmios nos ASCAP Rhythm & Soul Awards, também de 2007, por "So Sick" e "Sexy Love". Eles foram nomeados os Compositores do Ano no ASCAP/PRS 2007 em Londres, recebendo nove prêmios, incluindo Música do Ano por "So Sick".
Em 2007, "Beautiful Liar", um dueto entre Beyoncé e a cantora colombiana Shakira, tornou-se outro sucesso de Stargate, alcançando o primeiro lugar em mais de 30 países, incluindo o Reino Unido. A música rendeu a Hermansen e Eriksen o Ivor Novello Awards por Música Britânica Mais Vendida. Embora "Beautiful Liar" seja principalmente uma música americana, inclui os compositores britânicos Amanda Ghost e Ian Dench, portanto elegíveis para o prêmio.
Nos ASCAP Pop Music Awards de 2008, Hermansen e Eriksen receberam cinco prêmios pela maioria das músicas tocadas, incluindo "Irreplaceable" entre os cinco primeiros. Stargate foi eleito Melhor Hitmakers no "Best of Rock 2008" da revista Rolling Stone. Eriksen e Hermansen receberam indicações ao Grammy por cinco canções separadamente em seis categorias para o Grammy Awards de 2008, incluindo Gravação do Ano por "Irreplaceable", Melhor Canção de R&B por "Hate That I Love You" e Melhor Gravação de Dance por "Don't Stop the Music".
No terceiro álbum solo de Ne-Yo, Year of the Gentleman, Stargate produziu e co-escreveu quatro faixas, dentre elas os singles "Closer" e "Miss Independent", com a última alcançando o primeiro lugar na Billboard Hot R&B/Hip-Hop Songs. Stargate recebeu indicações em mais de 10 categorias para o Grammy Awards de 2009. Eles ganharam seu primeiro Grammy em 2009 na categoria Melhor Canção de R&B por "Miss Independent".
Stargate produziu "Black and Yellow" para o rapper Wiz Khalifa em 2010, uma canção que alcançou o primeiro lugar na Billboard Hot 100, e "Letting Go" de Sean Kingston. Eles produziram quatro singles número 1 para Rihanna, incluindo "Rude Boy", "Only Girl (In the World)", "What's My Name?" e "S&M". Stargate co-escreveu e co-produziu o single "Shooting Star" de Owl City, que foi lançado no EP Shooting Star em 15 de maio de 2012.
Em 2013, "Almost Home", co-produzida e interpretada por Mariah Carey para o filme de Walt Disney Oz: The Great and Powerful, ganhou o World Music Awards de 2013 por Melhor Vídeo do Mundo. Em 2015, Stargate produziu o sétimo álbum do Coldplay, A Head Full of Dreams, juntamente com Rik Simpson. Para o filme da Disney em 2016, Zootopia, Stargate colaborou com Sia e Shakira para produzir e compor a o tema principal do filme, "Try Everything". Em 10 de março de 2017, a dupla lançou seu primeiro single, "Waterfall", que apresenta os vocais de Pink e Sia. Em 14 de junho de 2019, eles trabalharam com o Little Mix em seu single "Bounce Back".

## Outros empreendimentos
Stargate juntou-se ao magnata americano do hip hop Jay-Z para lançar a gravadora StarRoc. O selo, baseado no estúdio Roc The Mic de Jay-Z, em Manhattan, foi uma parceria 50/50 com a equipe e a empresa de entretenimento Roc Nation, de Jay-Z. A conexão de Eriksen e Hermansen com Jay-Z, que era então o CEO da gravadora Def Jam, começou com o lançamento de "So Sick". Eles se conheceram através de Ty Ty Smith, A&R da Def Jam e um amigo de longa data de Jay-Z. A gravadora lançou um álbum, o auto-intitulado de Alexis Jordan em 2011. A partir de 2016, o registro do site expirou. Nenhuma postagem foi feita na conta do Instagram da gravadora desde meados de 2013 e suas postagens no Twitter cessaram em março de 2014. A situação atual do rótulo é desconhecida.
Além desse empreendimento, Eriksen assinou um acordo global de co-publicação com a EMI Music Publishing. De acordo com a Music Week, seu relacionamento com a EMI aumentará o envolvimento da editora nos futuros projetos da Stargate. Antes do acordo, a EMI esteve envolvida nos projetos de Hermansen por quase dez anos desde que assinou um contrato em 1999. Hermansen e Eriksen também continuarão sua parceria, Stellar Songs, com a EMI.
Mikkel Eriksen possui parte da empresa norueguesa de roupas JohnnyLove, que eles estão tentando introduzir no mercado americano. Na festa de lançamento americana em Nova Iorque, em 12 de outubro de 2011, Jay-Z veio mostrar seu apoio e declarou ao repórter que ele era "um pouco norueguês, como eu tenho certeza que você sabe".
Tor Erik Hermansen possui um terço do premiado restaurante norueguês St. Lars, em Oslo junto com o chef internacional de TV Andreas Viestad e Per Meland, fundador do Face2Face.

## Estilo musical e influências
Stargate produz principalmente músicas dos gêneros R&B, pop, dance-pop, europop e hip hop.
Hermansen e Eriksen cresceram como fanáticos por R&B e hip hop nos subúrbios da Noruega, onde a maioria das crianças escutava europop e rock americano. Seu interesse pela música começou nos anos 80 com breakdance e rap. Eriksen e Hermansen foram criados na música pop, crescendo ouvindo música do grupo pop dos anos 70 ABBA e da banda alemã Boney M. Em um artigo do The New York Times, Barry Weiss, presidente da Jive Records, que contratou Stargate para produzir faixas, disse: "Essas influências se prestam a eles fazendo discos pop muito melódicos, com ótimos sons e refrões." Segundo a equipe, eles sempre gostaram da música americana, citando artistas como Prince, Michael Jackson, Usher, Destiny's Child e R. Kelly e a banda inglesa Depeche Mode como inspiração. A equipe também citou os produtores L.A. Reid e Babyface e a equipe de produção Jimmy Jam e Terry Lewis como suas primeiras influências.
Em seu estilo de produção habitual, Stargate primeiro cria uma faixa de acompanhamento instrumental — também comum em produções pop e hip hop — a partir da qual um colaborador escreve letras e adiciona melodia vocal. Em uma entrevista ao About.com, a equipe explicou seu estilo: "Sempre começamos com uma ideia musical. Um grande esforço é necessário para criar um sólido núcleo melódico. Nós dois tocamos os teclados e o programa, mas, em geral, Mikkel toca os instrumentos e controla o Pro Tools, enquanto Tor tem o executivo ignorando, assim como a entrada lírica. No entanto, nós dois somos práticos e não temos regras ou limitações. Quando temos algumas batidas incríveis e pontos de partida musicais, nos juntamos a um de nossos escritores favoritos, que fica louco na letra e na melodia. Garantimos que há muita melodia na faixa, para que possa inspirar o escritor. Juntamente com o escritor de primeira linha, trabalhamos, geralmente ajustamos e simplificamos a música e nunca desistimos antes de sentir que temos um gancho matador". Ben Sisario do The New York Times descreveu a música de Stargate como "R&B açucarado e estimulante na veia de Michael Jackson, fermentado com o tipo de pop europeu rico em melodia que pinta tudo em cores primárias vivas. (...) O trabalho deles segue uma tradição da arte escandinava bubblegum pop que se estende de ABBA a Max Martin". Sisario acrescentou que, ao contrário de outros produtores nos Estados Unidos, "a assinatura Stargate é mais difícil de detectar, porque, até certo ponto, o estilo da dupla é um método adaptável, não um som específico". Steve Lunt, executivo de A&R da Atlantic Records, apontou, no entanto, que "se você juntar várias músicas do Stargate, verá o fio passando por elas".

## Recepção crítica
Os críticos musicais descobriram que alguns dos trabalhos seguintes de Stargate são uma réplica da fórmula musical de "Irreplaceable". Sheffield comentou que, em " Tattoo " de Sparks, a equipe "não tem vergonha de produzir eternamente replicantes de 'Irreplaceable'", reprisando a fórmula do loop de guitarra e bateria. Kelefa Sanneh do The New York Times considerou que "soa como um primo" de "Irreplaceable". O lançamento de "With You", single de 2007 de Chris Brown, produziu impressões semelhantes: Sheffield, em sua crítica ao álbum de Brown, observou que "Stargate estava apenas tentando lançar "Irreplaceable" mais uma vez". Hillary Crosley da revista Billboard escreveu que "With You" "se inclina um pouco demais" em direção a "Irreplaceable". A Stylus Magazine também observou que "Hate That I Love You", single de Rihanna, foi uma refilmagem dos trabalhos anteriores de Ne-Yo e Stargate, dizendo: "Aqui você tem a bateria de "Sexy Love", "Irreplaceable", e um pouco da melodia de sintetizador e coro de "So Sick"(...) dificilmente é a nova reviravolta que todos esses bits antigos precisam soar frescos".

## Discografia

#### Como artista convidado
| Título                                                    | Ano  | Álbum                        |
| --------------------------------------------------------- | ---- | ---------------------------- |
| "Carry You Home" (Tiesto featuring Stargate & Aloe Blacc) | 2017 | Club Life: Volume Five China |